# ヘイフォード楕円体
ヘイフォード楕円体（ヘイフォードだえんたい、英語: Hayford ellipsoid）は、アメリカ合衆国の測地学者・ジョン・フィルモア・ヘイフォードが1909年に提案した準拠楕円体。1924年にスペイン・マドリードで開かれた国際測地学・地球物理学連合（IUGG）総会において国際楕円体としてヘイフォード楕円体を採用する決定を下し、世界各国に使用を推奨したため、国際楕円体1924（英語: International ellipsoid 1924）とも呼ばれる。日本とドイツが使用していたベッセル楕円体やアメリカ合衆国とイギリスが使用していたクラーク楕円体は、ヘイフォード楕円体と比べてあまり差がなかったため、これらの国々では従来の準拠楕円体を使用し続けた。
ヘイフォード楕円体は軌道長半径 a = 6,378,388.000、扁平率 f = 1:297.00で定義される。 先に提唱されていた準拠楕円体、例えばベッセル楕円体（a = 6,377,397、f = 1:299.15）がヨーロッパでの測量結果に基づいていたのに対し、ヘイフォード楕円体はヨーロッパのみならず北アメリカの測量結果も含んでいた。鉛直発散を減らすため、アイソスタシーの計測結果をも加味した。しかしながら、1906年にフリードリヒ・ロベルト・ヘルメルトが提案した楕円体（a = 6,378,200、f = 1:298.3）の精度には届かなかった。
ヘイフォード楕円体は新興国で主に用いられ、初期の南極地域の地形図作成にも採用された。その後「国際楕円体」としての地位は、より新しいルツェルン楕円体（Lucerne ellipsoid, 1967年）やGRS 80（1980年）に取って代わられた。